# OGLE-TR-122
OGLE-TR-122 – gwiazda podwójna w gwiazdozbiorze Kila, odległa o 3200 lat świetlnych od Słońca. Mniejszy składnik układu należy do najmniejszych gwiazd ciągu głównego o znanym promieniu.
Jest to gwiazda zmienna zaćmieniowa. Układ został odkryty w 2005 roku przez projekt OGLE (ang. Optical Gravitational Lensing Experiment, „Eksperyment optycznego soczewkowania grawitacyjnego”). Gwiazdy okrążają wspólny środek masy co około 7,3 dnia.
Jaśniejszy składnik układu, OGLE-TR-122 A, charakterystyką fizyczną przypomina Słońce. Ma podobną temperaturę, masę i rozmiary.
Drugi składnik, czerwony karzeł oznaczony OGLE-TR-122 B, ma promień 0,12 R☉, około 16% większy niż promień Jowisza i mniejszy niż promienie niektórych znanych planet pozasłonecznych. Masa tej gwiazdy równa jest 0,09 M☉ (~100 MJ). Średnia gęstość tego składnika jest około 50 razy większa od gęstości Słońca.